# 정유선생 묘
정유선생 묘는 대한민국 경기도 수원시 영통구 하동 408-1에 있다. 1990년 1월 4일 수원시의 향토유적 제6호로 지정되었다.

## 개요
정유(鄭裕, 1503∼1566)는 명종대의 문신으로 본관은 온양(溫陽), 자는 공작(公綽), 호는 양진당(養眞堂), 보진당(?鎭堂)이다. 통진현감을 지낸 정수강(鄭守綱)의 아들이다. 1528년 사마시에 합격하고, 1537년 문과(文科)에 급제하였다. 사헌부(司憲府)와 사간원(司諫院), 홍문관(弘文館)등 삼사(三司)의 여러 벼슬을 거처 1555년 대사헌에 임명되었으며, 황해도와 강원도의 관찰사를 역임하였다. 임금과 학문을 강론(講論)하는 경연(經筵)에 오랫동안 참여하여 명종의 총애를 받았으며 명나라에 사신으로 다녀오기도 하였다. 묘는 쌍분형태로 정수강(鄭守綱) 묘 하단에 서남향으로 자리잡았다. 묘에는 16세기 후반에 세운 묘갈, 혼유석, 상석, 향로석, 망주석 1쌍, 문인석 1쌍이 있다. 대리석 비신을 사용한 묘갈은 서애 유성룡(柳成龍)이 지은 비문을 석봉 한호(韓護)가 썼으며, 김응남(金應南)이 전액(篆額)을 써서 세운 것으로 학술적 가치가 크다